# Hemp for Victory
Hemp for Victory is een Amerikaanse korte propagandafilm uit 1943. De film is gemaakt in opdracht van het United States Department of Agriculture, en promoot het telen van hennep. De film is geregisseerd door Raymond Evans en wordt verteld door Lee D. Vickers.
Doordat de film een werk is van de Amerikaanse overheid, heeft het de status van publiek domein.

## Verhaal
Hennep is al sinds eeuwen een landbouwproduct. Hennep wordt o.a. gebruikt bij de productie van touw. Kentucky heeft een goed klimaat voor het telen van hennep. Door de oorlog heeft de VS een grote behoefte aan hennep. Patriottische boeren zullen dus overschakelen van mais naar hennep.

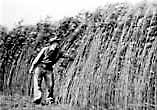
Hennepboerderij

## Citaten
Verteller: For the sailor, no less than the hangman, hemp was indispensable. A 44-gun frigate like our cherished Old Ironsides took over 60 tons of hemp for rigging, including an anchor cable 25 inches in circumference. The Conestoga wagons and prairie schooners of pioneer days were covered with hemp canvas...

## Achtergrond
Amerika werd, door de aanval van Japan, zeer onverwacht betrokken in de Tweede Wereldoorlog. Hierdoor moest de oorlogsproductie zeer snel op volle sterkte komen. Er ontstond een tekort aan touw, wat snel opgelost diende te worden. De oplossing werd gevonden in het telen van hennep in Kentucky.
Deze film moest de boeren van Kentucky overhalen om hennep in plaats van mais te verbouwen.

## Trivia
- Het bestaan van de film werd jarenlang ontkend, tot in 1989 een kopie op VHS werd gedoneerd aan de Library of Congress.

## Verwijzingen
- (en)   Hemp for Victory in de Internet Movie Database
- Hemp for Victory op YouTube
- Hemp For Victory op Internet Archive